# Golfito (Costa Rica)
Golfito est une ville du sud du Costa Rica.

## Géographie
La ville est située à 300 kilomètres au sud de San José. Elle est proche du Panama et au bord de l'Océan Pacifique.

## Transports
- Aérodrome de Golfito